# Mousetrapping
Mousetrapping – technika używana przez niektóre strony internetowe (zwykle strony pornograficzne), aby zatrzymać odwiedzających na swojej stronie internetowej, na przykład poprzez wyświetlanie nieskończonej serii wyskakujących okien.